# 乙甲丁酰胺
乙甲丁酰胺（商品名：Embutane）是一种含氮有机化合物，化学式为C17H27NO3，化学结构上与γ-羟基丁酸类似，用作鎮靜劑和镇痛药，1958年由德国赫斯特公司开发。
乙甲丁酰胺可由3-甲氧基苯乙腈合成：